# John Bradley
John Bradley-West (* 15. září 1988) je anglický herec, nejvíce známý svou rolí Samwella Tarlyho v televizním seriálu stanice HBO Hra o trůny.

## Životopis
Vyrůstal v oblasti Wythenshawe jižně od Manchesteru, kde navštěvoval římskokatolickou střední školu sv. Pavla. Později vystudoval Loreto College a Metropolitní školu divadla v Manchesteru.

## Kariéra
Jeho televizním debutem byla vedlejší role kardinála Giovanniho Medicejského v drama seriálu Borgia. Hraje také postavu Samwella Tarlyho v seriálu televize HBO Hra o trůny, která seriálu dodává příležitostné komické úlevy. Jeho postava je přítelem Jona Sněha, kterého hraje britský herec Kit Harington.

## Filmografie

### Film
| Rok  | Film                          | Role               | Poznámky             |
| ---- | ----------------------------- | ------------------ | -------------------- |
| 2012 | Anna Karenina                 | Rakouský princ     | Neoficiální          |
| 2015 | Traders                       | Vernon Stynes      |                      |
| 2015 | Man Up                        | Andrew             | neuveden v titulcích |
| 2016 | Grimsby                       | Fanoušek v hospodě |                      |
| 2016 | Roger                         | Roy                | krátkometrážní film  |
| 2016 | Jennifer, poslední drakobijec | Gordon             |                      |
| 2017 | American Satan                | Ricky Rollins      |                      |
| 2018 | Patient Zero                  | Scooter            | Natáčení             |
| 2022 | Moonfall                      | KC Houseman        |                      |
| 2022 | Vem si mě                     | Collin Calloway    |                      |

### Televize
| Rok       | Seriál              | Role                           | Poznámky                                                                                                  |
| --------- | ------------------- | ------------------------------ | --- |
| 2011–2019 | Hra o trůny         | Samwell Tarly                  | hlavní role, 48 dílů nominace - Screen Actors Guild Awards za nejlepší obsazení (drama) (2011, 2013-2015) |
| 2011      | Borgia              | Giovanni di Lorenzo de' Medici | 5 dílů |
| 2012      | Merlin              | Tyr Seward                     | díl: „Lekce v pomstě“                                                                                     |
| 2012      | Shameless           | Wesley                         | 2 díly |
| 2019      | Saturday Night Live | Sám sebe                       | díl: „Kit Harington/Sara Bareilles“                                                                       |
| 2019      | Robot Chicken       | Gordon Ramsey, Eric (hlas)     | díl: „Boogie Bardstown in: No Need, I Have Coupons“                                                       |
| 2020      | Urban Myths         | mladý Les Dawson               | díl: „Les Dawson's Parisienne Adventure“                                                                  |